# Sergei Alexandrowitsch Bernstein
Sergei Alexandrowitsch Bernstein, russisch Сергей Александрович Бернштейн,  (* 26. April 1901 in Moskau; † 26. April 1958 ebenda) war ein russischer Bauingenieur.
Er war der Sohn des Psychiaters Alexander Nikolajewitsch Bernstein (1870–1922) und Bruder des Physiologen Nikolai Alexandrowitsch Bernstein und Neffe des Mathematikers Sergei Natanowitsch Bernstein.
Nach seiner Schulzeit am Moskauer 9. Gymnasium studierte Bernstein von 1918 bis 1921 an der physikalisch-mathematischen Fakultät der Moskauer Staatsuniversität – mit Spezialisierung auf reine Mathematik – und wechselte anschließend zur Fachrichtung Bauwesen der Moskauer Hochschule für Verkehrswege, die er bis 1926 absolvierte. Noch als Student, arbeitete Bernstein im Brückenprüfbüro des wissenschaftlich-technischen Komitees beim Volkskommissariat für Verkehrswege, wo er bis 1932 wirkte und nacheinander verschiedene Positionen vom Techniker bis zum Büroleiter einnahm. Die von Bernstein gesammelten Erfahrungen bei der experimentellen Untersuchung großer Bauwerke unter Naturbedingungen brachte Bernstein in das von ihm von 1935 bis 1937 geleitete Laboratorium für Stahlkonstruktionen des Zentralen Forschungsinstitutes für Industriebau (ZNIIPS) ein. 
Seit 1929 unterrichtete Bernstein Baumechanik an Moskauer Hochschulen, ab 1932 an der Militär-Ingenieurakademie Kuibyschew. 1938 verteidigte er seine Doktordissertation (Habilitation) Eine neue Methode der Bestimmung von Schwingungsfrequenzen elastischer Systeme und wurde im selben Jahr zum Leiter des Lehrstuhls für Festigkeitslehre an die Militärakademie der Panzer- und motorisierten Truppen der Sowjetarmee berufen. Hier arbeitete er bis zum Sommer 1957, als ihn eine schwere Krankheit in den Ruhestand zwang. 
Bernsteins wissenschaftliches Gesamtwerk spannt sich von Arbeiten zur Statik und Dynamik räumlicher Brückensysteme über plastische Berechnungsmethoden und Bauwerksdynamik bis hin zu seiner Monographie über die Geschichte der Baumechanik (1957). Im letztgenannten Werk befasste sich Bernstein in vier umfangreichen Essays mit der Theoriegeschichte der Festigkeitslehre, Gewölbe, Fachwerke und Durchlaufträger; seinen Essayband schließt er mit einer umfangreichen Bibliographie ab. 
Bernstein befasste sich mit Bauwerksdynamik und Entwicklungen von Messverfahren und Durchführung von Messungen an Eisenbahnbrücken in der ganzen Sowjetunion. Er schrieb Lehrbücher über Bauwerksdynamik, Festigkeitslehre und statisch unbestimmte Systeme sowie 1957 ein Buch über die Geschichte der Baustatik und Festigkeitslehre, womit er zum Pionier der Historiographie der Baustatik in der UdSSR avancierte. Zudem war er auch ein glänzender Lehrer.

## Schriften
- Aufsätze zur Geschichte der Baumechanik (Russisch), Moskau 1957
- Ausgewählte Arbeiten zur Baumechanik (Russisch), Moskau 1961